# Standgericht

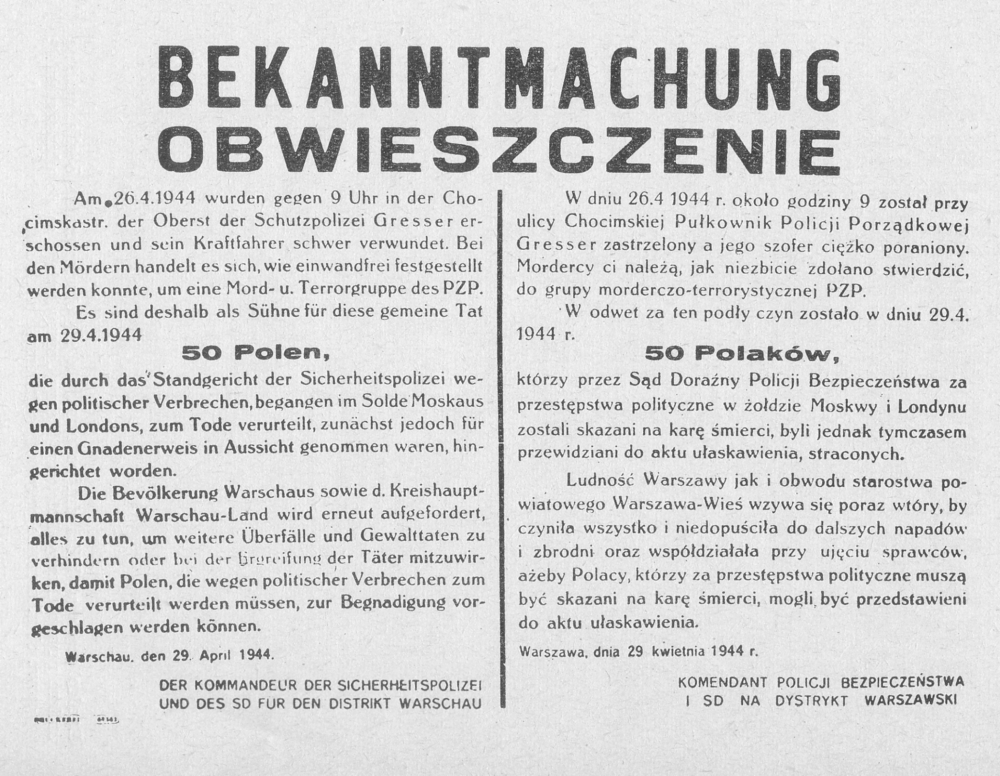
Obwieszczenie informujące o egzekucji 50 Polaków na mocy wyroku wydanego 29 kwietnia 1944 przez policyjny sąd doraźny dla dystryktu warszawskiego

Standgericht (pol. sąd doraźny) – nazistowski sąd działający w okresie II wojny światowej na zajętych przez III Rzeszę terytoriach II Rzeczypospolitej. Sąd doraźny, wraz z niemieckim systemem sądownictwa specjalnego wykorzystywany był do terroru i eksterminacji w czasie niemieckiej agresji na Polskę we wrześniu 1939, oraz w latach okupacji niemieckiej ziem polskich (1939–1945).

## Sąd doraźny w czasie agresji Niemiec na Polskę
W czasie kampanii wrześniowej roku 1939, głównodowodzący Wehrmachtu generał Walther von Brauchitsch wprowadził rozporządzeniem z dnia 12 września 1939 wojskowe sądy doraźne (niem. Standgerichte) oraz wojenne sądy polowe (niem. Feldskriegsgerichte). W kolejnym uzupełniającym rozporządzeniu, z dnia 21 września 1939 von Brauchitsch wprowadził również policyjne sądy doraźne (niem. Polizeistandgerichte). Wojskowe sądy doraźne rozpatrywały sprawy o posiadanie broni i wystąpienia skierowane przeciwko niemieckiej armii. Wojskowe sądy polowe zajmowały się sprawami szpiegostwa i działań partyzanckich – jeden z takich sądów skazał na śmierć obrońców Poczty Polskiej w Gdańsku.
Wprowadzony rozporządzeniem z 21 września 1939 policyjny sąd doraźny, umożliwiał stanięcie na czele sądu także dowódcy Einsatzkommando policji bezpieczeństwa (niem. Sicherheitspolizei, Sipo) lub służby bezpieczeństwa (niem. Sicherheitsdienst, SD). Sąd doraźny miał rozpatrywać sprawy w odniesieniu do zawyrokowania nielegalnego posiadania broni (według paragrafu 1 i 2 rozporządzenia o posiadaniu broni z dnia 12 września 1939).
Powołanie sądów doraźnych umożliwiło stosowanie terroru wobec społeczeństwa polskiego, poprzez stworzenie pozorów legalności. Tak zwane „postępowanie sądowe” stanowiło parodię procesu sądowego, trwającego nie dłużej jak kilkanaście minut i ograniczonego jedynie do sprawdzenia personaliów. Sąd doraźny wysłuchiwał też opinii miejscowych Niemców, np. na temat „antyniemieckiej postawy” i działalności podsądnych, po czym dokonywano egzekucji.
Wraz z zakończeniem tzw. zarządu wojskowego (1 września – 25 października 1939) na zajmowanych ziemiach polskich, działanie policyjnych sądów doraźnych w warunkach wojennych zostało zakończone.

## Okupacja niemiecka

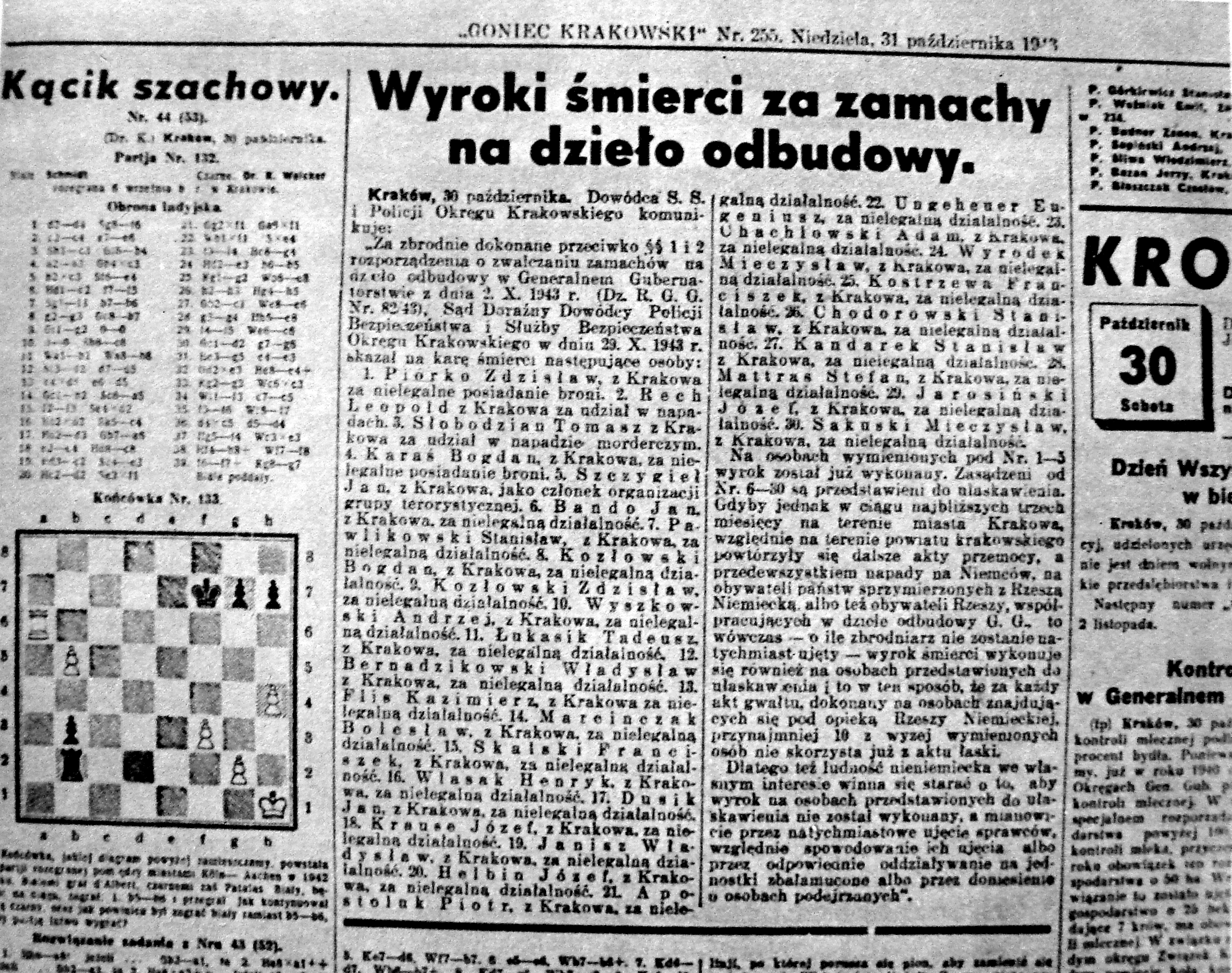
Obwieszczenie o wykonaniu wyroków śmierci za „zamachy na dzieło odbudowy” zamieszczone w „Gońcu Krakowskim” (1943)

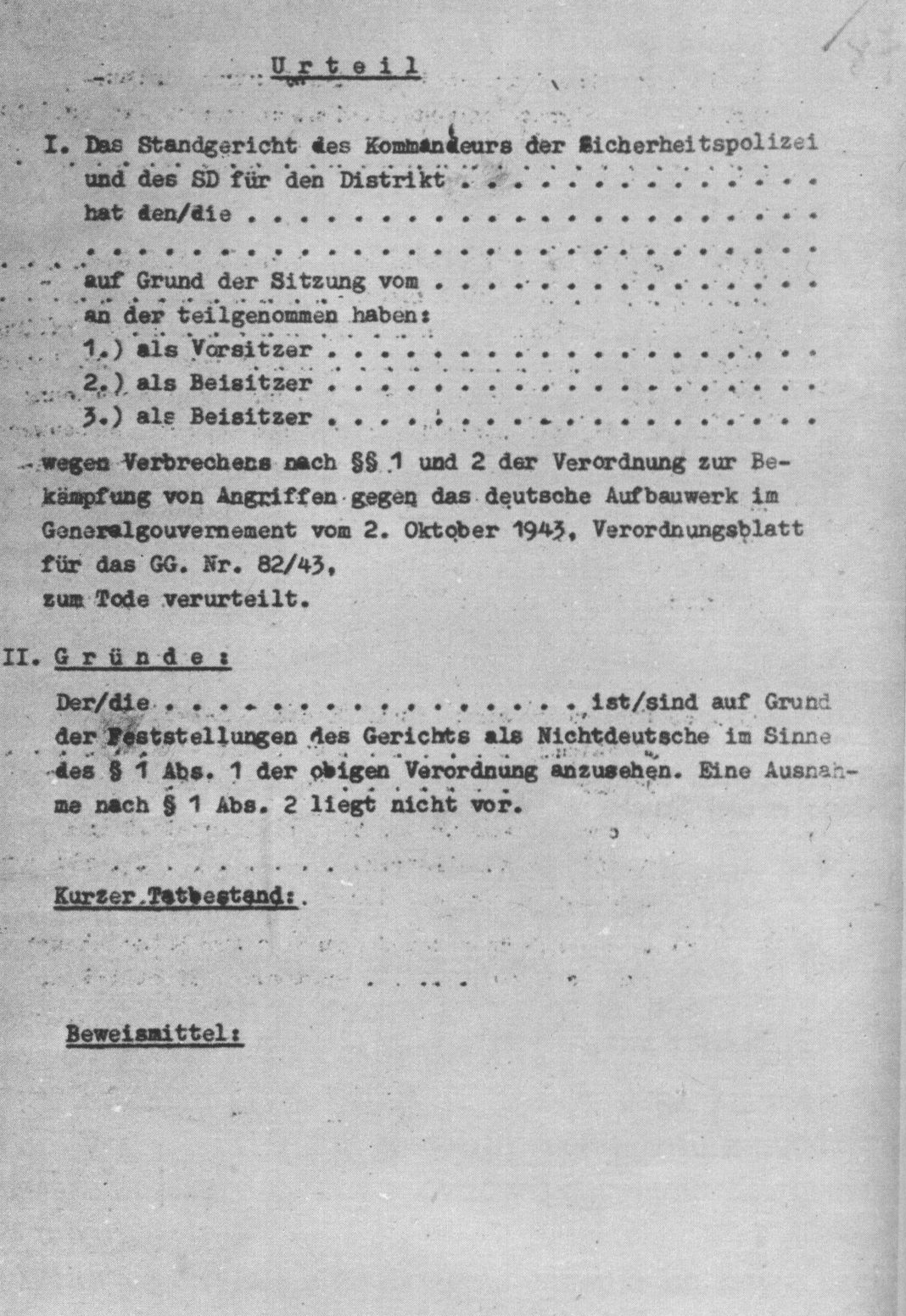
Formularz wyroku śmierci wykorzystywany przez policyjne sądy doraźne w Generalnym Gubernatorstwie

Różnica w charakterze prowadzonej polityki niemieckiej na okupowanych ziemiach polskich, podzielonych na Generalne Gubernatorstwo i tereny zaanektowane przez III Rzeszę spowodowała, iż funkcje systemu sądownictwa niemieckiego były zróżnicowane i warunkowane celami polityki niemieckiej na tych obszarach.

### Generalne Gubernatorstwo
Najwcześniej działalność policyjnych sądów doraźnych została reaktywowana w Generalnym Gubernatorstwie, rozporządzeniem Hansa Franka z 31 października 1939 o zwalczaniu czynów gwałtu. Powołane wówczas sądy doraźne policji bezpieczeństwa (niem. Standgericht der Sicherheitspolizei), w składzie komendanta policji bezpieczeństwa oraz dwóch wyznaczonych przez niego asesorów (z podległego mu personelu), orzekały w każdej sprawie będącej przedmiotem śledztwa Gestapo.
Sąd doraźny policji bezpieczeństwa orzekał najczęściej karę śmierci lub zastosowanie innych środków bezpieczeństwa (zwykle obóz koncentracyjny lub możliwość uwolnienia – w praktyce niesłychanie rzadka). Wyroki śmierci wydawano najczęściej bez przesłuchania i pod nieobecność oskarżonego. Więźniowie z orzeczoną karą śmierci byli przekazywani następnie policji porządkowej (niem. Ordnungspolizei) w celu wykonania wyroku w jednej z publicznych egzekucji. Policja bezpieczeństwa wykonywała egzekucje, jednak prawie wyłącznie w egzekucjach tajnych. Zdarzało się, iż sąd doraźny był powoływany przez policję porządkową (niem. Standgericht der Ordnungspolizei), co miało miejsce np. przed egzekucją 107 Polaków w Wawrze w dniu 27 grudnia 1939.
W Generalnym Gubernatorstwie uprawnienia sądów doraźnych zostały rozszerzone rozporządzeniem Hansa Franka z 2 października 1943 o niemieckim dziele odbudowy (dającego organom policji niemieckiej możliwość zastrzelenia każdego Polaka, który wydał się jej podejrzany). Kara śmierci mogła być wymierzona w uproszczonym trybie administracyjnym, bez jakichkolwiek wymogów proceduralnych. Wyrok nie zawierał żadnego uzasadnienia, tylko nazwiska uczestników postępowania, dane o przestępstwie, dzień skazania i wykonania wyroku. Złagodzenie orzeczonego wyroku mogło nastąpić tylko na drodze ułaskawienia, co w zdecydowanej większości wypadków nie było brane pod uwagę.
Niklas Frank w swojej książce Mój ojciec Hans Frank napisał: 

[...] 10 października [powinno być 2 października] było Ci już absolutnie wszystko jedno, podpisałeś „Zarządzenie o zwalczaniu ataków na niemieckie dzieło tworzenia w Generalnym Gubernatorstwie”, brzmiało to nieźle, ale oznaczało, że teraz sądy doraźne policji bezpieczeństwa nie tylko będą skazywały, ale i wykonywały wyroki. Człowieku praw! Wyobrażasz to sobie? Oto ława oskarżonych i niemiecki sędzia z bronią gotową do strzału ogłasza wyrok, wyrok śmierci. I Ty śmiałeś mówić w Norymberdze, że byłeś przyjacielem Polaków.

Nasilenie działań eksterminacyjnych w Generalnym Gubernatorstwie spowodowało, iż wcześniej wprowadzone sądy specjalne (niem. Sondergerichte) nie odegrały na tym terenie znaczącej roli, tak jak na terenach polskich zaanektowanych przez III Rzeszę.

### Tereny Rzeczypospolitej Polskiej anektowane przez III Rzeszę
Terror sądowy na ziemiach wcielonych do Rzeszy, po ustaniu działań grup operacyjnych policji bezpieczeństwa, stosowały masowo sądy zwykłe (niem. Landgerichte) oraz specjalne (niem. Sondergerichte). Sądownictwo niemieckie związane w zakresie swej działalności przepisami prawa materialnego i procesowego nie mogło jednak odegrać roli elastycznego instrumentu realizującego hitlerowską politykę terroru i eksterminacji wobec ludności polskiej i żydowskiej. Wobec tego w 1941 r. przywrócono policyjne sądy doraźne, powołując się m.in. na zwiększoną ilość aktów antyniemieckich incydentów i sabotażu, rozporządzeniem z 4 grudnia 1941 o specjalnym prawie karnym dla Polaków i Żydów. Podobnie jak w Generalnym Gubernatorstwie, umożliwiały one policji politycznej Gestapo, nie tylko ściganie przestępstw za pomocą policji bezpieczeństwa, ale również wyrokowanie przez powoływane przez nią policyjne sądy doraźne.
Wprowadzenie sądownictwa doraźnego zależało od decyzji nazistowskich namiestników Rzeszy (niem. Reichsstatthalter) i naczelników okręgu (niem. Gauleiter). Z możliwości wprowadzenia policyjnych sądów doraźnych skorzystali przede wszystkim hitlerowscy namiestnicy: Arthur Greiser, Erich Koch i Fritz Bracht. Po 1942 koncepcje przekazania całego sądownictwa wyłącznie w ręce policyjnych sądów doraźnych (nad ludnością polską na ziemiach wcielonych do Rzeszy), nie zostały zrealizowane wobec ich sprzeciwu (m.in. spowodowanego różnicami w ocenie i zakresie polityki wewnętrznej za ziemiach wcielonych oraz sporami kompetencyjnymi w kręgach kierowniczych hitlerowskiej administracji).
Wyroki sądów doraźnych były bardzo surowe np. w Katowicach do 1945 tamtejszy sąd doraźny spośród wszystkich rozpatrywanych spraw skazał 60% osób na karę śmierci, a 40% na deportację do obozu koncentracyjnego Auschwitz-Birkenau. Z kolei w Białymstoku w 80% zapadły kary śmierci, 15% skazano na deportację do obozu koncentracyjnego, a 5% uniewinniono.

## Epilog
Policyjne sądy doraźne działały do wycofania się okupanta niemieckiego z ziem polskich, na przełomie 1944 i 1945. Po kapitulacji III Rzeszy w dniu 8 maja 1945, całość nazistowskiego prawa karnego została zniesiona na mocy kolejnych ustaw Sojuszniczej Rady Kontroli Niemiec – nr 1 z dnia 20 września 1945 oraz nr 11 z dnia 30 stycznia 1946. Dyrektywą nr 24 Sojuszniczej Rady Kontroli Niemiec, z dnia 12 stycznia 1946 nakazano usunięcie z niemieckiego systemu sądownictwa wszystkich sędziów i prokuratorów Trybunału Ludowego, sądów specjalnych i doraźnych.
W 1947 r. niektórzy odpowiedzialni za stworzenie systemu sądownictwa specjalnego i popełnione w jego ramach zbrodnie, zostali osądzeni w III procesie norymberskim – tzw. procesie prawników.